# Пожитково (станція)
Пожитково — станція Великого кільця Московської залізниці на дільниці Бекасово I — Кубинка I. Входить до складу Московсько-Смоленського центру організації роботи залізничних станцій ДЦС-3 Московської дирекції управління рухом. За основним характером роботи є проміжною, за обсягом роботи віднесена до 4 класу.
Межа Москви і Московської області ділить станцію поперек приблизно по центру на дві частини. Південно-східна частина знаходиться у поселенні Київський Троїцького округу Москви. Західна частина знаходиться у Наро-Фомінському міському окрузі Московської області.
Станція названа по розташованому на віддалі на південь присілку Пожитково (присілок знаходиться у Наро-Фомінському міському окрузі). При станції знаходиться Селище Роз'їзд Пожитково поселення Київський, а також СНТ.
На станції — 5 колій для приймання потягів, використовується для приймання потягів для проходження на сортувальну станцію Бекасово-Сортувальне, розташовану далі на південь по Великому кільцю, або по Київському напрямку.
На станції — дві пасажирські платформи. Північно-східна (на Кубинку I) — берегова, повної довжини, частково — висока (на 2 вагони), розташована на початку кривої; розрахована на приймання 10-вагонного електропотяга. Західна (в обидві сторони, між головними коліями) — острівна, коротка, частково висока, частково низька, розташована на дузі, розрахована на приймання 3 вагонів. На станції розташована будівля служб ДСП. Вихід до Селища Роз'їзд Пожитково.
До розширення Москви в 2012 році станція повністю перебувала у Наро-Фомінському районі.
Станція обслуговуються електропотягами Київського напрямку МЗ депо ТЧ-20 Апрелєвка. Зупиняються всі, що курсують електропоїзди.
- Потяги в сторону Кубинки — 6-7 разів на день — до станцій Кубинка II або Поварово II. З них 2 рази в день — «прямі» з Апрелєвки.
- Потяги в сторону Бекасово — 7-8 разів на день — до станцій Дєтково, Стовбова, Сандарово, Бекасово-Сортувальне, Бекасово I.

Хоч станція знаходиться частково у Москві, прямих поїздів до вокзалів або станцій метро Москви немає. Можна доїхати тільки з пересадкою на радіальний напрямок. Час руху поїзда до станції Кубинка I (пересадка на Смоленський напрямок) — приблизно 30 хвилин, до Бекасово I (пересадка на Київський напрямок) — приблизно 5 хвилин.